# Carlos Marques
Carlos Manuel Oliveira Marques (Lisbona, 6 febbraio 1983) è un ex calciatore portoghese, di ruolo centrocampista.